# Gieorgij Pietrow (1904–1939)
Gieorgij Aleksandrowicz Pietrow (ros. Георгий Александрович Петров, ur. 1904 w Petersburgu, zm. 30 listopada 1939 w Moskwie) – Rosjanin, funkcjonariusz radzieckich służb specjalnych, kapitan bezpieczeństwa państwowego.

## Życiorys
W 1913 skończył szkołę miejską, później uczył się w szkole drugiego stopnia w Piotrogrodzie, następnie pracował jako biuralista, szofer i kancelista, 1924-1926 członek Komsomołu. Od listopada 1926 członek WKP(b), od września 1927 funkcjonariusz Pełnomocnego Przedstawicielstwa OGPU Leningradzkiego Okręgu Wojskowego, 1928-1931 pełnomocnik operacyjny Wydziału Tajnego, następnie Wydziału Tajno-Politycznego PP OGPU, 1931-1932 kursant Centralnej Szkoły OGPU ZSRR, od 1932 do kwietnia 1933 pełnomocnik operacyjny PP OGPU Leningradzkiego Okręgu Wojskowego. Od grudnia 1934 do 19 czerwca 1936 pełnomocnik rejonowy NKWD Centralnego Rejonu Leningradu, od 23 marca 1936 porucznik bezpieczeństwa państwowego, od 19 czerwca 1936 do maja 1937 szef kujbyszewskiego rejonowego oddziału NKWD w Leningradzie, od 25 maja do 27 lipca 1937 pełnomocnik operacyjny Oddziału 2 Wydziału 4 Głównego Zarządu Bezpieczeństwa Państwowego, od 27 lipca 1937 do marca 1938 pomocnik szefa tego wydziału, od 5 listopada 1937 starszy porucznik bezpieczeństwa państwowego, od marca do 29 września 1938 pomocnik szefa Oddziału 2 Wydziału 4 Zarządu 1 NKWD ZSRR, od 29 września do 23 listopada 1938 pomocnik szefa oddziału Wydziału 2 Głównego Zarządu Bezpieczeństwa Państwowego, od 23 listopada 1938 zastępca szefa, a od 22 grudnia 1938 do śmierci szef Wydziału 1 Specjalnego NKWD ZSRR, 28 grudnia 1938 awansowany na kapitana bezpieczeństwa państwowego. 
Odznaczony Odznaką "Honorowy Funkcjonariusz Czeki/GPU (XV)" (31 sierpnia 1937).